# 李源一
李 源一（漢音読み：り げんいち、拼音：Lǐ Yuányī、Li Yuanyi、1993年8月28日 - ）は、中華人民共和国・四川省中江県出身のサッカー選手。中国サッカー・スーパーリーグ・山東泰山所属。ポジションはミッドフィールダー。

## 所属クラブ
ユース経歴
- 2004年 - 2006年 Mingyu Football School
- 2007年 - 2013年  天津泰達足球倶楽部
  - 2010年 - 2011年 → アーセナルFC (期限付き移籍)
  - 2011年 - 2012年 → レアルSC (期限付き移籍)

プロ経歴
- 2012年 - 2013年  カーザ・ピアAC
- 2013年 - 2015年  ボアヴィスタFC
  - 2014年 - 2015年 → レイションイスSC (期限付き移籍)
- 2015年 - 2016年  広州恒大淘宝足球倶楽部
  - 2016年 → 天津泰達足球倶楽部 (期限付き移籍)
- 2017年 - 2018年  天津泰達足球倶楽部
- 2019年 - 2023年  深圳市足球倶楽部
- 2023年 -  山東泰山